# Tankovski mitraljez
Tankovski mitraljez je mitraljez, ki je vgrajen v tank oziroma predstavlja del tankovske oborožitve.
Po načinu namestitve jih delimo na:
- sovprežni mitraljez - mitraljez, ki je nameščen zraven tankovskega topa. Tak mitraljez se lahko premika le skupaj s topom, zato ima omejeno gibanje. Glavni namen teh mitraljezov je pomoč pri ocenjevanju razdalje do tarče in boj proti sovražnikovi pehoti.
- kupolni mitraljez - mitraljez, ki je nameščen na kupoli in ga upravlja poveljnik tanka in je namenjen protiletalski obrambi in boju proti sovražnikovi pehoti.
- strukturni mitraljez - mitraljez, ki je vgrajen v superstrukturo tanka in je namenjen boju proti sovražnikovi pehoti.

Tankovski mitraljezi so po navadi kalibra srednjih mitraljezov, saj predstavljajo le pomožno tankovsko orožje. 